# Nemezjusz Mateusz Pazio
Nemezjusz Mateusz Pazio (ur. 21 września 1947 w Warszawie) – polski ekonomista, dydaktyk, pracownik naukowy Politechniki Warszawskiej oraz Polskiej Akademii Nauk, Wyższej Szkoły Handlu i Prawa im. Łazarskiego. Autor sześciu książek z dziedziny marketingu i ekonomii. Odznaczony m.in. Złotym Krzyżem Zasługi oraz Medalem Komisji Edukacji Narodowej.

## Życiorys
Jest absolwentem (1970) Wydziału Handlu Wewnętrznego w Szkole Głównej Planowania i Statystyki w Warszawie (obecnie Szkoła Główna Handlowa w Warszawie), ukończył Scuola Superiore E. Mattei (obecnie Eni Corporate University) w Mediolanie oraz Salzburg Seminar in American Studies (obecnie Salzburg Global Seminar) w Salzburgu. Ukończył Podyplomowe Studium Ubezpieczeń. W latach 1969–1973 pracował w Instytucie Handlu Wewnętrznego w Warszawie, gdzie zajmował się urbanistyką handlową, a następnie podjął pracę na Politechnice Warszawskiej kolejno w: Instytucie Nauk Ekonomiczno-Społecznych oraz na Wydziale Zarządzania oraz Wydziale Inżynierii Produkcji.
W 1977 uzyskał na SGPiS w Warszawie na podstawie pracy „Sterowanie konsumpcją społeczną w gospodarce socjalistycznej” stopień doktora nauk ekonomicznych.
Jako adiunkt, a następnie starszy wykładowca i docent wykładał marketing przemysłowy, bankowy i ubezpieczeniowy. W latach 1988–1992 pracował jako docent w Instytucie Gospodarki Materiałowej w Warszawie, a w latach 1990–1992 w Instytucie Nauk Ekonomicznych PAN zajmując się zagadnieniami polityki przemysłowej. Pracował jako doradca w Urzędzie Rady Ministrów (1995-1996), a następnie jako: zastępca dyrektora Departamentu Marketingu i Rozwoju w Centrali Banku Pekao SA (1996-1997), dyrektor Biura Zarządzania Zasobami Ludzkimi w Centrali PZU SA (1997-1998), dyrektor Biura Marketingu i Analiz w Towarzystwie Ubezpieczeń „Benefia” (1999-2001), doradca i pełnomocnik zarządu w Ubezpieczeniowym Funduszu Gwarancyjnym (2002-2009). W latach 80. współpracował z ruchem związków zawodowych. Jest promotorem 466 prac dyplomowych.

## Stanowiska
- 1969–1973: pracownik naukowo-badawczy w Instytucie Handlu Wewnętrznego w Warszawie
- od 1974: pracownik naukowo-dydaktyczny w Politechnice Warszawskiej, od 2010 docent
- 1988–1992: Instytut Gospodarki Materiałowej: kierownik zakładu, docent
- 1990–1992: pracownik naukowy w Instytucie Nauk Ekonomicznych, Polska Akademia Nauk, adiunkt
- 1995–1996: Urząd Rady Ministrów, doradca
- 1998–2009: pracownik dydaktyczny w Wyższej Szkole Handlu i Prawa im. R. Łazarskiego w Warszawie, adiunkt
- 1996–1997: Zastępca Dyrektora ds. marketingu, Bank Pekao SA w Warszawie
- 1997–1998: Dyrektor Biura Zarządzania Zasobami Ludzkimi, Powszechny Zakład Ubezpieczeń w Warszawie
- 1998: ekspert w Biurze Organizacji Funduszu Emerytalnego, Kredyt Bank SA w Warszawie
- 1999–2001: Dyrektor Biura Marketingu i Analiz w Towarzystwie Ubezpieczeń „Benefia” (wcześniej TUiŻ „Petrus”)[5], TU „Fiat”[6]
- 2002–2009: doradca i pełnomocnik zarządu w Ubezpieczeniowym Funduszu Gwarancyjnym w Warszawie.

## Członkostwo
- od 1974: członek Polskiego Towarzystwa Ekonomicznego
- 1995–1996: wiceprzewodniczący Rady nadzorczej ZCh „Oświęcim” (obecnie Synthos S.A.[7])

## Nagrody, wyróżnienia, odznaczenia
- Srebrny i Złoty Krzyż Zasługi
- Medal Komisji Edukacji Narodowej
- Brązowa, Srebrna i Złota Odznaka Honorowa Polskiego Towarzystwa Ekonomicznego
- Dwie nagrody za działalność naukową Ministra Nauki i Szkolnictwa Wyższego
- Wielokrotnie wyróżniony nagrodami Rektora Politechniki Warszawskiej za pracę naukową i dydaktyczną
- Odznaka Zasłużony dla Politechniki Warszawskiej

## Ważne publikacje
Autor książek i artykułów:
- Ośrodki handlowe w wybranych krajach Europy Zachodniej, 1972[8];
- Konsumpcja społeczna i indywidualna. Relacje wzajemne, 1979[9];
- Podstawy marketingu, 2007[10];
- Marketing. Teoria pragmatyczna, 2013[11];
- Marketing Q lojalności, 2015[12];
- Marketing na rynkach międzynarodowych, 2016[13];
- Saga familii Pazio. Historiografia spekulatywna, 2019[14].
- Skręty z liści dębu. Przypomnik Nemka, 2021[15]
- Wiśniewo - wieś, co wsią nie była. W: Rocznik Legionowski tom XVI, 2024, s. 152-200

Współautor m.in.:
- Marketing ubezpieczeniowy i komunikacja marketingowa. w: Podstawy ubezpieczeń. T. III – współautor J. Monkiewicz, 2003[16]
- Zarządzanie przedsiębiorstwem przemysłowym w dobie turbulencji rynkowych – współautor K. Santarek, 2013[17] oraz autor i współautor około stu artykułów naukowych m.in.:
- Struktura świadomości ubezpieczeniowej w świetle badań, „Wiadomości Ubezpieczeniowe” nr 3-4, 2002, współautor A. Formanowska
- Zarządzanie marketingiem ubezpieczeniowym. W: Problemy organizacji i zarządzania przedsiębiorstwem w warunkach integracji z Unią Europejską. red. L. Gąsiorkiewicz. 2003
- Kształtowanie wizerunku banków poprzez ich ofertę. W: Zarządzanie finansami. Biznes, bankowość i finanse na rynkach wschodzących. t. II. red. D. Zarzecki. 2005
- Świadomość konsumentów jako determinanta ich lojalności w sferze ubezpieczeń. W: Marketingowe mechanizmy kształtowania lojalności. red. S. Makarski. 2007
- Mgnienia w cieniu samotnej sosny - współautor Marian Pazio (ojciec Nemezjusza), 2021[18]